# Wilhelm Middeldorf

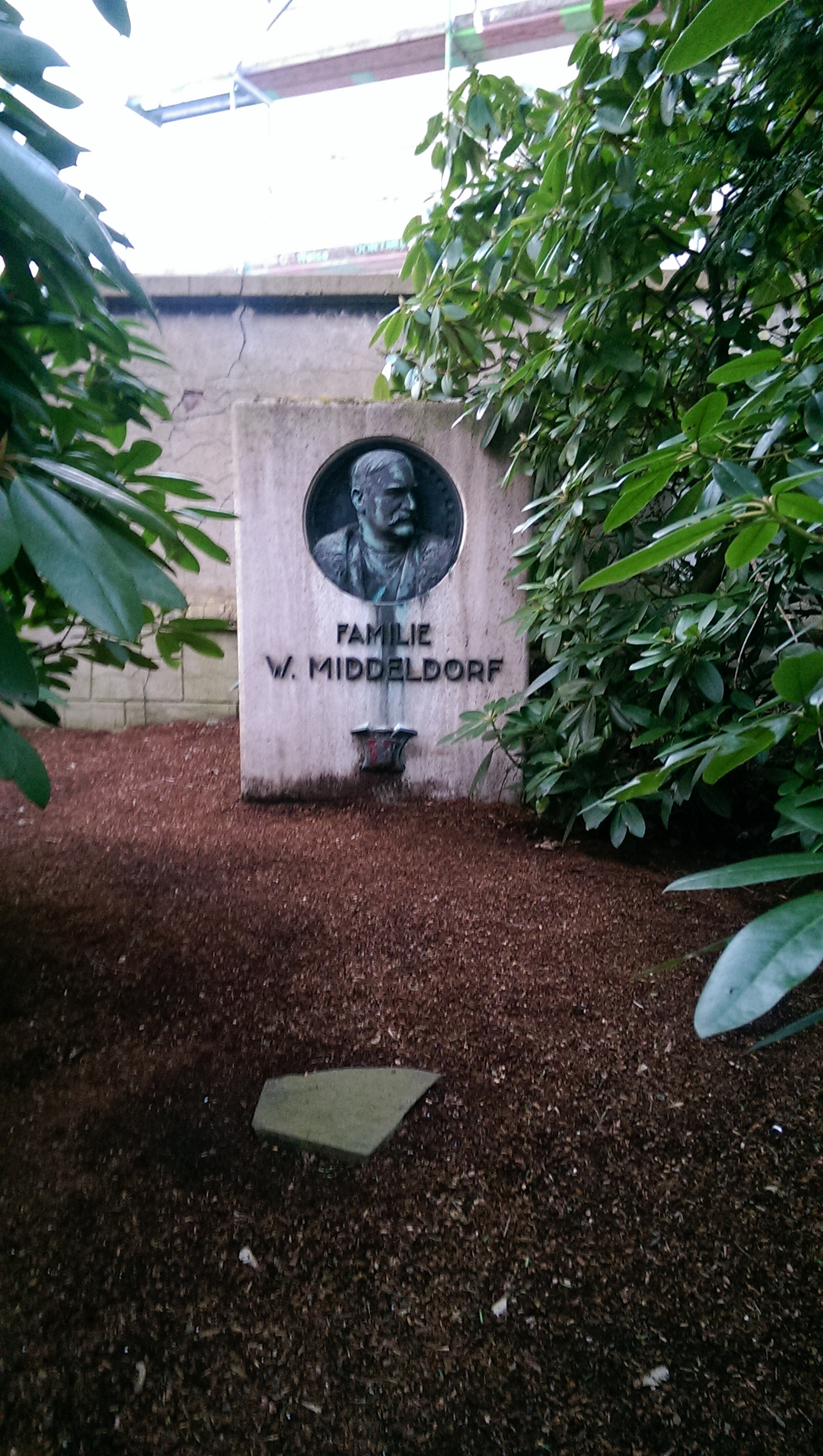
Grab von Wilhelm Middeldorf auf dem Alten Friedhof in Herne-Eickel

Wilhelm Middeldorf (* 19. März 1858 in Eickel; † 24. August 1911 in Essen) war ein deutscher Wasserbauingenieur und preußischer Baubeamter. Er war der Wegbereiter der Emscherregulierung.

## Leben
Wilhelm Middeldorf studierte an der Technischen Hochschule Hannover. 1880 wurde er dort Mitglied des Corps Slesvico-Holsatia. 1884 trat er nach dem bestandenen ersten Staatsexamen als Regierungsbauführer in den Vorbereitungsdienst ein. 1889 absolvierte er das zweite Staatsexamen und wurde zum Regierungsbaumeister (Assessor in der öffentlichen Bauverwaltung) ernannt. Er wurde mit der Bauleitung der Strecke Datteln des Dortmund-Ems-Kanals betraut. Anschließend arbeitete er mehrere Jahre im preußischen Ministerium der öffentlichen Arbeiten in Berlin.
Nachdem er 1901 noch in Berlin zum Wasserbauinspektor befördert worden war, kehrte er ins Ruhrgebiet zurück, um die Emscherregulierung zu planen und durchzuführen. Hierzu gehörten die Erhaltung und Verbesserung der Vorflut in den durch den Bergbau absinkenden Gebieten, aber auch die zur Reinigung und Abfuhr der städtischen Abwässer notwendigen Anlagen. Durch die Regulierung wurde die Wasserqualität deutlich verbessert und das Überschwemmungsrisiko und die damit einhergehende Seuchengefahr deutlich gesenkt. Die Emscherregulierung diente in der Folgezeit als Vorbild für andere Flussregulierungsprojekte. 1906 wurde Middeldorf zum Baurat befördert. 1908 schied er aus dem preußischen Staatsdienst aus, um sich den Aufgaben des Baudirektors der Emschergenossenschaft voll widmen zu können. In dieser Funktion war er auch stellvertretendes Mitglied im Wasserstraßenbeirat für den Rhein-Herne-Kanal und die Lippe-Wasserstraße.
Aufgrund seiner speziellen Expertise fungierte Middeldorf als Preisrichter des Wettbewerbs zur Entwässerung des Itterbachgebiets und hielt einen Städtebaukurs an der RWTH Aachen. Die Vollendung der von ihm geplanten Emscherregulierung erlebte Middeldorf nicht mehr. Er starb 1911 im Alter von 53 Jahren und wurde auf dem alten evangelischen Friedhof an der Lohofstraße in (Herne-)Eickel bestattet.